# Gurev Gap
Gurev Gap är ett bergspass i Antarktis. Det ligger i Sydshetlandsöarna. Argentina, Chile och Storbritannien gör anspråk på området. Gurev Gap ligger 450 meter över havet.
Terrängen runt Gurev Gap är huvudsakligen kuperad, men söderut är den bergig. Trakten är glest befolkad. Närmaste befolkade plats är St. Kliment Ohridski Base, 8,3 kilometer sydväst om Gurev Gap. 